# Carnaval de Bailleul
 (août 2018).
Si vous disposez d'ouvrages ou d'articles de référence ou si vous connaissez des sites web de qualité traitant du thème abordé ici, merci de compléter l'article en donnant les références utiles à sa vérifiabilité et en les liant à la section « Notes et références ».

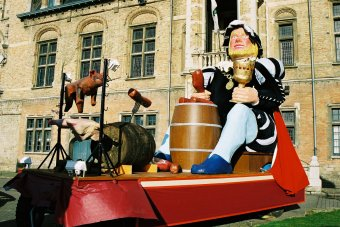
Le géant Gargantua IV sur son char.

Le Carnaval de Bailleul est un carnaval organisé à Bailleul (Nord) depuis 1853 le Mardi gras et les trois jours précédents par la Société philanthropique de Bailleul. Son géant s’appelle Gargantua.

## Déroulement
Il se déroule sur cinq jours, démarrant un vendredi par un cortège nocturne.
Un cortège de chars réalisés par des associations est organisé le dimanche. Au passage des chars devant les spectateurs, les membres de ces associations lancent des confettis.
Le lundi soir se déroule un concours de masques et d'intrigues. L'intrigue, permise par le port d'un masque, constitue un véritable jeu lors du concours : elle consiste à apostropher et taquiner des personnes connues (ou non) sans s'en faire reconnaître. Les vainqueurs sont ensuite annoncés à la salle des fêtes où se tient un bal animé par l'Harmonie municipale de Bailleul.
Le sommet du carnaval est le cortège du mardi gras. Le matin, un personnage, le docteur Picolissimo, est accueilli à la mairie de Bailleul. En début d'après-midi, le cortège parcourt la ville avec le char du géant Gargantua, accompagné de marmitons et d’écossais, jusque vers 18 heures. Le docteur Picolissimo opère à la scie et à la hache des malades atteints de sinistrose. Le carnaval se clôture avec la rentrée du géant Gargantua dans ses quartiers.
Le carnaval de Bailleul se différencie de celui de Dunkerque par certains chants traditionnels bien particuliers comme "Piele Wiele Wit", "Treeze" ou encore "Henryke de coiffeur". L'air du géant "Gargantua Galaffre", rythmé de phrases en français et en flamand, rappelle l'origine des Bailleulois.

## Le géant
Le géant du carnaval de Bailleul, Gargantua, a connu plusieurs avatars.

### Gargantua I
La première version du géant de Bailleul est construite en 1853 pour le carnaval créé par la société philanthropique dirigée alors par Émile Colpaert. 
Constitué d’une carcasse en osier, le géant mesure 12 mètres de haut et doit être manipulé par 16 porteurs. Le personnage, portant une barbe noire et coiffé d’un chapeau rond et plat, est représenté assis à table, découpant un mouton entier. Il tient une fourchette de sa main droite, son bras gauche, articulé, porte un gobelet qu’il peut porter à sa bouche. La tête est également articulée, et peut se mouvoir de bas en haut et de gauche à droite. 
En 1894, les porteurs s’étant mis en grève à cause du danger représenté par le tangage du géant en cas de vent, sont remplacés par un char à roues, tiré par deux chevaux. 
Le géant est détruit lors des bombardements de Bailleul en 1918.

### Gargantua II
Après la Première Guerre mondiale, un nouveau Gargantua est construit pour le mardi gras 1921. Plus petit, il ne mesure que 6 mètres de haut, pour pouvoir passer en dessous des fils électriques ayant fait leur apparition dans les rues de la ville. 
Lors de l’Occupation, les troupes allemandes utilisent son manteau pour tapisser leur quartier général. La carcasse disparaît ensuite à une date inconnue.

### Gargantua III
Une troisième version est créée en 1947 par de M. et Mme Deschodt, d'Hazebrouck. Il ne ressemble pas aux géants précédents : ses jambes et ses pieds sont visibles, et il a l'air plus jeune ; mais il est toujours installé devant une table bien garnie. Il porte un toqué, sorte de chapeau à petit bord recouvert de velours, et est vêtu d'un pourpoint à manches larges avec une collerette et un manteau flottant pourpre. 
Il est détruit lors de l'incendie du hangar de la Société philanthropique, le 25 août 1962.

### Gargantua IV

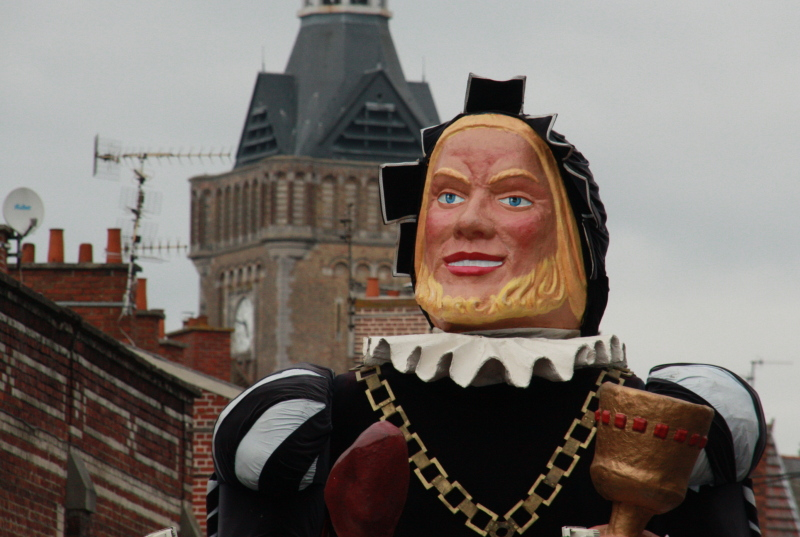
Tête de Gargantua IV

Le 2 septembre 1962, la Société philanthropique de Bailleul demande l'aide financière de la population pour reconstruire le géant. La municipalité passe commande d’un géant à tête d’argile et corps d'osier auprès de Madeleine Béat, à Lille. Sa création s’inspire d’un portrait de l’amiral Michiel de Ruyter par Jacob Jordaens. 
Le géant, d’une taille de 5 mètres, est représenté assis sur un char tiré par deux chevaux, avec une futaille entre les jambes, un gigot dans la main droite et un hanap dans la main gauche. Coiffé d’un béret Renaissance avec une longue plume d'autruche, il est vêtu d'un pourpoint de velours bleu et d'une collerette avec un manteau flottant en velours rouge et un collier autour du cou. 
La tête est soutenue par un pilier de bois dont la base est montée sur un roulement à billes, ce qui lui permet de bouger de gauche à droite. Les bras sont mobiles verticalement, pour donner l'impression qu'il mange et boit. 

## Pour approfondir

## Sources et références
1. 1 2  « Le Carnaval de Bailleul, Gargantua », sur NordMag (consulté le 9 août 2018).
2. ↑  Sous les jupes des géants de Christine Cordron et Jean-Pierre Filattrau - Édité par La Voix du Nord (1999)  (ISBN 2-84393-016-2)